# Pallavolo Molfetta 2016-2017
Questa voce raccoglie le informazioni riguardanti la Pallavolo Molfetta nelle competizioni ufficiali della stagione 2016-2017.

## Stagione
La stagione 2016-17 è per la Pallavolo Molfetta, sponsorizzata dall'Exprivia, la quarta consecutiva in Serie A1; come allenatore viene scelto Vincenzo Di Pinto, sostituito poi da Flavio Gulinelli, mentre la rosa è quasi del tutto modificata con le uniche conferme di João Rafael Ferreira, Francesco Del Vecchio, Daniele De Pandis, Elio Cormio e Alessandro Porcelli: tra i nuovi acquisti quelli di Bogdan Olteanu, Giulio Sabbi, Marco Vitelli, Pier Paolo Partenio e Alberto Polo e tra le cessioni si registrano quelle di Rocco Barone, Davide Candellaro, Luigi Randazzo, Michele Fedrizzi, Fernando Hernández e Raydel Hierrezuelo.
Il campionato ha inizio con due sconfitte consecutive: la prima vittoria arriva alla terza giornata ai danni della Callipo Sport; seguono quattro sconfitte di fila prima di un nuovo successo, contro l'Argos Volley, per poi chiudere il girone di andata con quattro gare perse e una vinta e il dodicesimo posto in classifica, utile per qualificarsi alla Coppa Italia. Il girone di ritorno si apre con una serie di risultati altalenanti: dalla diciottesima alla ventesima giornata il club pugliese inanella una serie di tre vittorie consecutive per poi perdere le successive tre: la regular season si chiude con due vittorie in casa e la sconfitta ad opera della Trentino Volley, che porta la squadra al decimo posto in classifica. Nei quarti di finale dei play-off per il quinto posto, dopo aver perso gara 1, vince gara 2, ma poi subisce altre due sconfitte dal Volley Milano, venendo eliminata.
Grazie al dodicesimo posto al termine del girone di andata della Serie A1 2016-17 la Pallavolo Molfetta partecipa alla Coppa Italia: l'avventura nella competizione però si ferma già agli ottavi di finale a seguito della sconfitta per 3-1 contro la Pallavolo Piacenza.

## Organigramma societario
Area direttiva
- Presidente: Antonio Antonaci
- Vicepresidente: Ignazio Mazzola
- Segreteria generale: Mariangela Guarino, Danilo Lazzizzera

Area organizzativa
- Direttore sportivo: Ninni De Nicolo
- Tema manager: Leonardo Scardigno
- Dirigente: Franco Barile, Rocco Guarino, Francesco Mininni, Franco Sasso, Roberto Sciannamea
- Consulente legale: Leo De Pinto

Area tecnica
- Allenatore: Vincenzo Di Pinto (fino al 4 novembre 2016), Flavio Gulinelli (dal 6 novembre 2016)
- Allenatore in seconda: Leonardo Castellaneta
- Scout man: Alessandro Zappimbulso
- Responsabile settore giovanile: Daniela Allegretta

Area comunicazione
- Responsabile comunicazione: Maurizio Altomare
- Ufficio stampa: Pasquale Caputi, Angelo Ciocia, Domenico De Stena
- Fotografo: Sara Angiolino

Area marketing
- Responsabile marketing: Nicola Battista

Area sanitaria
- Medico: Paolo Chirenti, Antonio De Gennaro
- Preparatore atletico: Domenico De Gennaro
- Fisioterapista: Mauro Amato, Francesco Bozzetti
- Ortopedico: Renato Laforgia
- Massoterapista: Angelo Pisani
- Osteopata: Francesco Boggia
- Psicologo: Victor Laforgia

## Rosa
| N° | Nome                  | Ruolo | Data di nascita  | Nazionalità sportiva |
| -- | --------------------- | ----- | ---------------- | -------------------- |
| 1  | Alberto Polo          | C     | 7 settembre 1995 | Italia               |
| 3  | Marco Vitelli         | C     | 4 aprile 1996    | Italia               |
| 4  | Javier Jiménez        | S     | 16 ottobre 1989  | Cuba                 |
| 5  | Pier Paolo Partenio   | P     | 6 febbraio 1993  | Italia               |
| 6  | Francesco Del Vecchio | S     | 21 aprile 1987   | Italia               |
| 7  | João Rafael Ferreira  | S     | 17 marzo 1993    | Brasile              |
| 8  | Thiago Veloso         | P     | 15 agosto 1993   | Brasile              |
| 9  | Bogdan Olteanu        | S     | 11 maggio 1981   | Romania              |
| 10 | Giulio Sabbi          | S/O   | 10 agosto 1989   | Italia               |
| 11 | Daniele De Pandis     | L     | 30 giugno 1984   | Italia               |
| 12 | Alessandro Porcelli   | L     | 3 dicembre 1995  | Italia               |
| 13 | Niki Hendriks         | S/O   | 6 settembre 1992 | Italia               |
| 14 | Gregor Ropret         | P     | 1º marzo 1989    | Slovenia             |
| 15 | Elio Cormio           | S     | 15 giugno 1998   | Italia               |
| 17 | Maicon Costa          | C     | 6 maggio 1992    | Brasile              |
| 18 | Gabriele Di Martino   | C     | 20 luglio 1997   | Italia               |

## Mercato
| Acquisti | Acquisti            | Acquisti          | Acquisti   |
| R.       | Nome                | da                | Modalità   |
| -------- | ------------------- | ----------------- | ---------- |
| C        | Maicon Costa        | APAV              | definitivo |
| C        | Gabriele Di Martino | Club Italia       | definitivo |
| S/O      | Niki Hendriks       | M&G               | definitivo |
| S        | Javier Jiménez      | PAOK              | definitivo |
| S        | Bogdan Olteanu      | BVC               | definitivo |
| P        | Pier Paolo Partenio | Potentino         | definitivo |
| C        | Alberto Polo        | Porto Robur Costa | definitivo |
| P        | Gregor Ropret       | Tirol             | definitivo |
| S        | Giulio Sabbi        | Lube              | definitivo |
| P        | Thiago Veloso       | Sesi              | definitivo |
| C        | Marco Vitelli       | Lube              | prestito   |

| Cessioni | Cessioni              | Cessioni           | Cessioni   |
| R.       | Nome                  | a                  | Modalità   |
| -------- | --------------------- | ------------------ | ---------- |
| C        | Rocco Barone          | Callipo            | definitivo |
| C        | Davide Candellaro     | Lube               | definitivo |
| C        | Gabriele Di Martino   | Piacenza           | definitivo |
| S        | Michele Fedrizzi      | Padova             | definitivo |
| S/O      | Fernando Hernández    | Piacenza           | definitivo |
| P        | Raydel Hierrezuelo    | Piacenza           | definitivo |
| S        | Michał Kaczyński      | Norwid Częstochowa | definitivo |
| P        | Giulio Mariella       | Castellana         | definitivo |
| S        | Armin Mustedanović    | Friedrichshafen    | definitivo |
| S        | Luigi Randazzo        | Lube               | definitivo |
| P        | Gregor Ropret         | Afyon              | definitivo |
| C        | Vincenzo Spadavecchia | Emma Villas        | definitivo |

## Risultati

### Serie A1

#### Girone di andata
| 1ª giornata - 2 ottobre 2016 PalaPoli, Molfetta                   | Molfetta           | 1 - 3 | Powervolley Milano | 22-25, 24-26, 25-12, 30-32        |
| 2ª giornata - 12 ottobre 2016 PalaOlimpia, Verona                 | BluVolley Verona   | 3 - 0 | Molfetta           | 25-17, 25-21, 25-16               |
| 3ª giornata - 16 ottobre 2016 PalaValentia, Vibo Valentia         | Callipo            | 1 - 3 | Molfetta           | 27-29, 17-25, 25-19, 25-27        |
| 4ª giornata - 19 ottobre 2016 PalaPoli, Molfetta                  | Molfetta           | 2 - 3 | Piacenza           | 25-22, 25-18, 22-25, 14-25, 14-16 |
| 5ª giornata - 23 ottobre 2016 PalaSanLazzaro, PalaPoli, Molfetta  | Padova             | 3 - 0 | Molfetta           | 25-13, 25-17, 25-21               |
| 6ª giornata - 29 ottobre 2016 PalaPoli, Molfetta                  | Molfetta           | 1 - 3 | Porto Robur Costa  | 21-25, 20-25, 25-22, 18-25        |
| 7ª giornata - 1º novembre 2016 PalaBianchini, Latina              | Top Volley Latina  | 3 - 1 | Molfetta           | 25-22, 23-25, 25-14, 25-19        |
| 8ª giornata - 6 novembre 2016 PalaPoli, Molfetta                  | Molfetta           | 3 - 0 | Argos              | 25-17, 25-22, 25-18               |
| 9ª giornata - 9 novembre 2016 PalaEvangelisti, Perugia            | Sir Safety Perugia | 3 - 2 | Molfetta           | 22-25, 25-23, 25-16, 23-25, 15-12 |
| 10ª giornata - 13 novembre 2016 PalaPoli, Molfetta                | Molfetta           | 3 - 1 | Modena             | 25-27, 25-21, 25-20, 26-24        |
| 11ª giornata - 18 novembre 2016 Palazzetto dello Sport, Monza     | Milano             | 3 - 1 | Molfetta           | 21-25, 27-25, 25-21, 25-23        |
| 12ª giornata - 27 novembre 2016 PalaCivitanova, Civitanova Marche | Lube               | 3 - 1 | Molfetta           | 25-15, 22-25, 25-20, 25-17        |
| 13ª giornata - 4 dicembre 2016 PalaPoli, Molfetta                 | Molfetta           | 2 - 3 | Trentino           | 21-25, 25-19, 31-29, 21-25, 13-15 |

#### Girone di ritorno
| 14ª giornata - 11 dicembre 2016 PalaYamamay, Busto Arsizio | Powervolley Milano | 3 - 1 | Molfetta           | 22-25, 25-17, 25-21, 25-19        |
| 15ª giornata - 18 dicembre 2016 PalaPoli, Molfetta         | Molfetta           | 3 - 0 | BluVolley Verona   | 25-23, 25-22, 27-25               |
| 16ª giornata - 26 dicembre 2016 PalaPoli, Molfetta         | Molfetta           | 0 - 3 | Callipo            | 24-26, 26-28, 23-25               |
| 17ª giornata - 29 dicembre 2016 PalaBanca, Piacenza        | Piacenza           | 3 - 1 | Molfetta           | 23-25, 25-14, 25-17, 25-18        |
| 18ª giornata - 8 gennaio 2017 PalaPoli, Molfetta           | Molfetta           | 3 - 0 | Padova             | 25-17, 25-21, 25-20               |
| 19ª giornata - 13 gennaio 2017 PalaDeAndré, Ravenna        | Porto Robur Costa  | 2 - 3 | Molfetta           | 19-25, 25-20, 19-25, 25-23, 8-15  |
| 20ª giornata - 22 gennaio 2017 PalaPoli, Molfetta          | Molfetta           | 3 - 2 | Top Volley Latina  | 20-25, 25-20, 22-25, 25-22, 15-7  |
| 21ª giornata - 3 febbraio 2017 PalaPolsinelli, Sora        | Argos              | 3 - 1 | Molfetta           | 25-27, 25-20, 25-21, 25-22        |
| 22ª giornata - 8 febbraio 2017 PalaPoli, Molfetta          | Molfetta           | 0 - 3 | Sir Safety Perugia | 20-25, 16-25, 17-25               |
| 23ª giornata - 12 febbraio 2017 PalaPanini, Modena         | Modena             | 3 - 1 | Molfetta           | 25-23, 23-25, 25-17, 25-22        |
| 24ª giornata - 19 febbraio 2017 PalaPoli, Molfetta         | Molfetta           | 3 - 1 | Milano             | 25-18, 25-17, 26-28, 25-19        |
| 25ª giornata - 26 febbraio 207 PalaPoli, Molfetta          | Molfetta           | 3 - 2 | Lube               | 18-25, 25-14, 25-22, 17-25, 15-12 |
| 26ª giornata - 22 febbraio 2017 PalaTrento, Trento         | Trentino           | 3 - 0 | Molfetta           | 25-14, 25-18, 25-23               |

#### Play-off 5º posto
| Quarti di finale (gara 1) - 26 marzo 2017 Palazzetto dello Sport, Monza | Milano   | 3 - 1 | Molfetta | 23-25, 25-22, 25-23, 25-23 |
| Quarti di finale (gara 2) - 2 aprile 2017 PalaPoli, Molfetta            | Molfetta | 3 - 1 | Milano   | 25-17, 26-24, 19-25, 25-23 |
| Quarti di finale (gara 3) - 9 aprile 2017 Palazzetto dello Sport, Monza | Milano   | 3 - 0 | Molfetta | 25-15, 25-22, 25-22        |
| Quarti di finale (gara 4) - 13 aprile 2017 PalaPoli, Molfetta           | Molfetta | 1 - 3 | Milano   | 21-25, 27-29, 25-20, 17-25 |

### Coppa Italia

#### Fase a eliminazione diretta
| Ottavi di finale - 14 dicembre 2016 PalaBanca, Piacenza | Piacenza | 3 - 1 | Molfetta | 25-23, 22-25, 25-22, 25-17 |

## Statistiche

### Statistiche di squadra
| Competizione | Punti | In casa | In casa | In casa | In trasferta | In trasferta | In trasferta | Totale | Totale | Totale |
| Competizione | Punti | G       | V       | P       | G            | V            | P            | G      | V      | P      |
| ------------ | ----- | ------- | ------- | ------- | ------------ | ------------ | ------------ | ------ | ------ | ------ |
| Serie A1     | 27    | 15      | 8       | 7       | 15           | 2            | 13           | 30     | 10     | 20     |
| Coppa Italia | -     | -       | -       | -       | 1            | 0            | 1            | 1      | 0      | 1      |
| Totale       | -     | 15      | 8       | 7       | 16           | 2            | 14           | 31     | 10     | 21     |

G = partite giocate; V = partite vinte; P = partite perse

### Statistiche dei giocatori
| Giocatore      | Serie A1 | Serie A1 | Serie A1 | Serie A1 | Serie A1 | Coppa Italia | Coppa Italia | Coppa Italia | Coppa Italia | Coppa Italia | Totale | Totale | Totale | Totale | Totale |
| Giocatore      | P        | PT       | AV       | MV       | BV       | P            | PT           | AV           | MV           | BV           | P      | PT     | AV     | MV     | BV     |
| -------------- | -------- | -------- | -------- | -------- | -------- | ------------ | ------------ | ------------ | ------------ | ------------ | ------ | ------ | ------ | ------ | ------ |
| E. Cormio      | 0        | 0        | 0        | 0        | 0        | -            | -            | -            | -            | -            | 0      | 0      | 0      | 0      | 0      |
| M. Costa       | 11       | 36       | 26       | 8        | 2        | 1            | 7            | 5            | 1            | 1            | 12     | 43     | 31     | 9      | 3      |
| D. De Pandis   | 30       | 0        | 0        | 0        | 0        | 1            | 0            | 0            | 0            | 0            | 31     | 0      | 0      | 0      | 0      |
| F. Del Vecchio | 24       | 22       | 19       | 3        | 0        | 1            | 0            | 0            | 0            | 0            | 25     | 22     | 19     | 3      | 0      |
| G. Di Martino  | 9        | 45       | 31       | 6        | 8        | -            | -            | -            | -            | -            | 9      | 45     | 31     | 6      | 8      |
| J. Ferreira    | 30       | 376      | 322      | 24       | 30       | 1            | 17           | 15           | 0            | 2            | 31     | 393    | 337    | 24     | 32     |
| N. Hendriks    | 5        | 19       | 15       | 1        | 3        | 1            | 8            | 7            | 1            | 0            | 6      | 27     | 22     | 2      | 3      |
| J. Jiménez     | 12       | 48       | 44       | 4        | 0        | 1            | 9            | 7            | 2            | 0            | 13     | 57     | 51     | 6      | 0      |
| B. Olteanu     | 28       | 251      | 204      | 21       | 26       | 1            | 0            | 0            | 0            | 0            | 29     | 251    | 204    | 21     | 26     |
| P. Partenio    | 28       | 7        | 1        | 4        | 2        | 1            | 0            | 0            | 0            | 0            | 29     | 7      | 1      | 4      | 2      |
| A. Polo        | 30       | 211      | 121      | 64       | 26       | 1            | 14           | 8            | 5            | 1            | 31     | 225    | 129    | 69     | 27     |
| A. Porcelli    | 6        | 0        | 0        | 0        | 0        | 0            | 0            | 0            | 0            | 0            | 6      | 0      | 0      | 0      | 0      |
| G. Ropret      | 4        | 7        | 6        | 0        | 1        | -            | -            | -            | -            | -            | 4      | 7      | 6      | 0      | 1      |
| G. Sabbi       | 30       | 625      | 509      | 53       | 63       | -            | -            | -            | -            | -            | 30     | 625    | 509    | 53     | 63     |
| T. Veloso      | 28       | 24       | 5        | 8        | 11       | 1            | 0            | 0            | 0            | 0            | 29     | 24     | 5      | 8      | 11     |
| M. Vitelli     | 27       | 140      | 77       | 34       | 29       | 0            | 0            | 0            | 0            | 0            | 27     | 140    | 77     | 34     | 29     |

P = presenze; PT = punti totali; AV = attacchi vincenti; MV = muri vincenti; BV = battute vincenti